# Hoplobrotula
Hoplobrotula is een geslacht van straalvinnige vissen uit de familie van naaldvissen (Ophidiidae). Het geslacht is voor het eerst wetenschappelijk beschreven in 1864 door Gill.

## Soorten
- Hoplobrotula armata (Temminck & Schlegel, 1846).
- Hoplobrotula badia Machida, 1990.
- Hoplobrotula gnathopus (Regan, 1921).